# 内田鋼一
内田 鋼一（うちだ こういち、1969年 - ）は、日本の美術家、陶芸家、造形作家、古美術収集家、アートディレクター。愛知県出身。

## 年譜
- 1969年 愛知県名古屋市に生まれる。
- 1990年 愛知県瀬戸窯業高校陶芸専攻修了。
- 1992年 三重県四日市市に移り独立 1993 年より個展を中心に活動。
- 1999年 「東海の陶芸」展（名古屋国際会議場・愛知）
- 2000年 「うつわをみる 暮らしに息づく工芸」展（東京国立近代美術館工芸館）
- 2003年 「UCHIDA KOUICHI」展（Paramita Museum・三重）：作品集『UCHIDA KOUICHI』を求龍堂より刊行
- 2004年 「静謐なかたち 内田鋼一 Uchida Kouichi works2003-2004」展、（4th MUSEUMRIVER RETREAT 雅楽倶・富山）
- 2006年 「陶芸の現在、そして未来へ Ceramic NOW＋」展（兵庫陶芸美術館）、“SOFA”（ニューヨーク）JAPANESE CRAFTS（ギャラリーベッソン・イギリス・ロンドン）
- 2008年 「新進陶芸家による『東海現代陶芸の今』」展（愛知県陶磁資料館）、”melbourne Art Fair"  (オーストラリア・メルボルン）、”Rosso：Uchida Kouichi"(Daniela Gregis・イタリア・ベルガモ）、「aim(art in mino) '08・土から生える」展（多治見市、土岐市、瑞浪市・岐阜）
- 2009年 「第 43 回『明治村茶会』日本庭園、野点席席主担当」（愛知県犬山市明治村）
- 2010年 「第 3 回智美術館大賞展現代の茶-造形の自由」展（菊池寛実記念 智美術館・東京）、「茶事をめぐってー現代工芸の視点」展（東京国立近代美術館工芸館）
- 2011 「“MADEIN JAPAN” 内田鋼一 collection」展（museum as it is・千葉）、「内田鋼一 茶の空間」展（樂翠亭美術館・富山）、「井上有一・内田鋼一」展（箱根菜の花展示室・神奈川）
- 2012年 「大地の芸術祭 越後妻有アートトリエンナーレ 2012」（新潟）、「交差する視点とかたち」札幌芸術の森美術館、北海道立釧路芸術館、“SOFA”（シカゴ）
- 2013年 「UCHIDA KOUICHI」展（Paramita Museum・三重）
- 2015年 「内田鋼一 手と眼」展（樂翠亭美術館・富山）、「BANKO archive design museum」を開館（三重）
- 2016年 「工藝を我らに」（資生堂アートハウス・静岡）、スペイン・フランス・イギリス・イタリア・オーストラリア・西アフリカ・ベトナム・タイ・韓国・中国・台湾・インド・アメリカ・南米等で製作及び発表
- 2018年 日本陶磁協会賞受賞[2]
- 2021年　三重県多気町 VISON「KATACHI museum」開館､監修

## 収蔵美術館
- 兵庫県兵庫陶芸美術館
- 資生堂アートハウス
- paramita museum
- 樂翠亭美術館 ほか多数

## 書籍
- 2003年　「UCHIDA KOUICHI」求龍堂 At Gallery NAO MASAKI (a.k.a. Gallery feel art zero)
- 2004年　「茶の箱」ラトルズ
- 2011年　「MADE IN JAPAN 素のものたち」アノニマ・スタジオ
- 2014年　「形の素」美術出版社
- 2015年　「知られざる 萬古焼の世界: 創意工夫から生まれたオリジナリティ」誠文堂新光社